# Église Saint-Martin de Rosières
L'église Saint-Martin est un édifice situé à Rosières, en France.

## Localisation
L'église est située sur le territoire de la commune de Rosières, place Principale, dans le département  de la Haute-Loire, en région Auvergne-Rhône-Alpes.

## Description
De l'ancienne église du XIIe siècle il ne subsiste que l'abside polygonale accolée à un édifice moderne. Remaniée au XVIe siècle, l'édifice a été démoli en 1896. L'abside est à cinq pans à l'extérieur, et circulaire à l'intérieur. Quelques modillons de la corniche sont sculptés de têtes d'hommes et d'animaux. Les archivoltes sont toutes différentes et reposent sur des colonnettes dont l'astragale est pris dans le fût. Certains chapiteaux sont remarquables, comme celui de Saint-Michel terrassant le dragon.

## Historique
L'église est inscrite partiellement (abside) au titre des monuments historiques par arrêté du 23 septembre 1949.

## Galerie

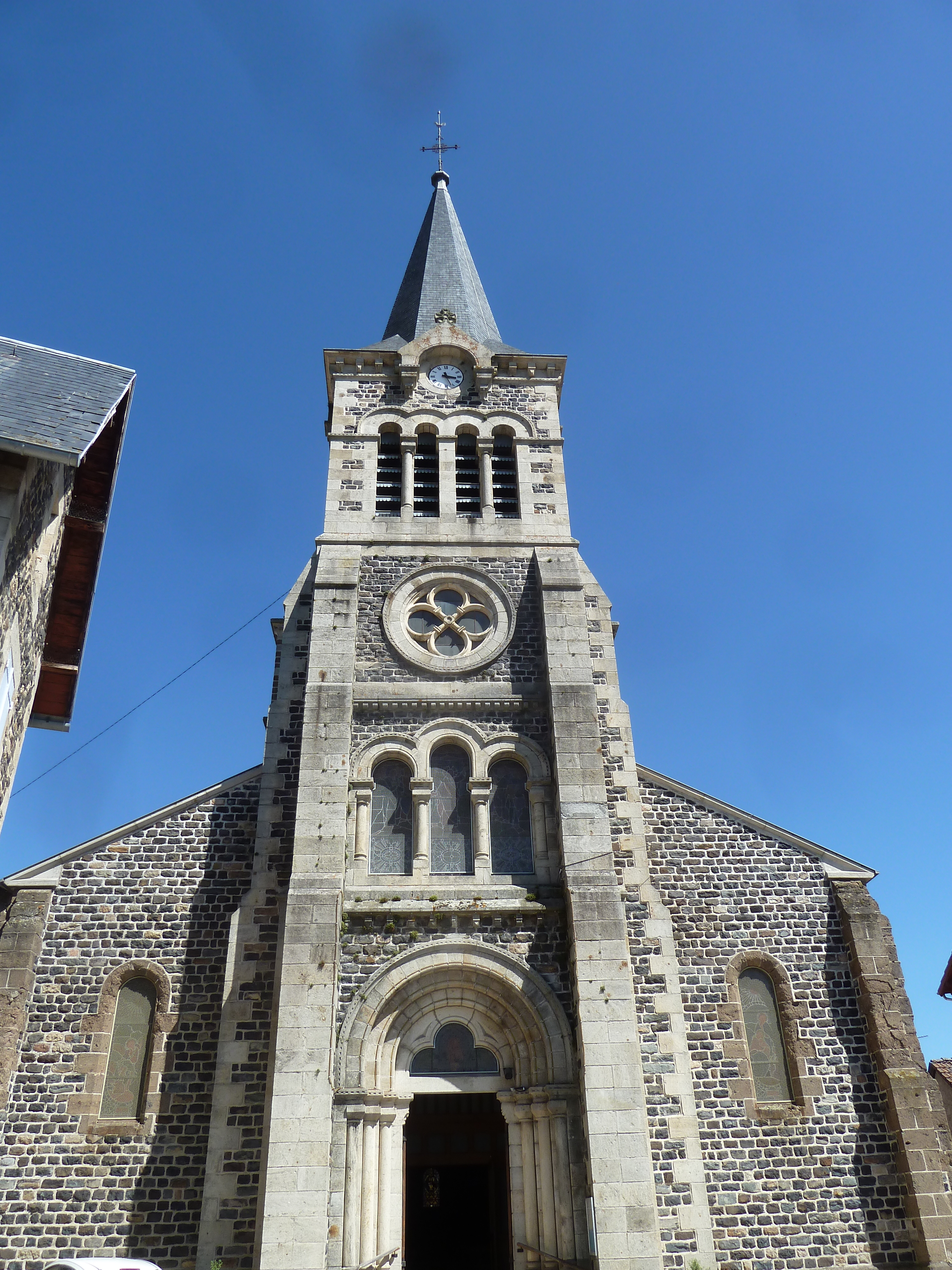